# Rubécourt-et-Lamécourt

Rubécourt-et-Lamécourt este o comună în departamentul Ardennes din nordul Franței. În 1 ianuarie 2018 avea o populație de 151 de locuitori.